# Vojtěch Matyáš Jírovec
Vojtěch Matyáš Jírovec (Tsjechisch later aangepaste naam van bij doop ingeschreven Adalbert (Mathias) Gyrowetz, ook: Gyrowez of Gürovetz) (Böhmisch Budweis (České Budějovice), 20 februari 1763 – Wenen, 19 maart 1850) was een Boheems componist. Hij was de zoon van de dirigent van het koor van de kathedraal in Böhmisch Budweis, České Budějovice.

## Levensloop
Jírovec kreeg al vroeg zangles van zijn vader en in zijn schooltijd kreeg hij lessen in muziektheorie en orgel van de organist van de kathedraal van České Budějovice, Hapanorsky, die ook componist was. Hij ging op het gymnasium bij de Piaristen en schreef in deze tijd al zijn eerste eenvoudige liedjes, meestal kerkmuziek en serenades. Hij studeerde filosofie en rechten in Praag, maar bij gebrek aan financiële steun, keerde hij terug naar huis. Al spoedig vertrok hij naar Brno en trad in dienst  van de graaf Jan František Fünfkirchen op het slot Chlumec. Aldaar studeerde hij viool bij Václav Sauczek. Hij speelde in de hofkapel van het kasteel en componeerde naar het voorbeeld van Joseph Haydn zijn eerste zes symfonieën. Vooral met zijn symfonieën had hij groot succes.
Op advies en met financiële steun van graaf Troyer ging hij naar Wenen waar hij lid werd van de cirkel bij Franz Bernhard Ritter von Keeß. Daar werkte hij met de beste Weense componisten Karl Ditters von Dittersdorf, Joseph Haydn, Johann Georg Albrechtsberger en Wolfgang Amadeus Mozart. Mozart trad zelfs in 1785 op met een van de symfonieën van Jírovec. Vervolgens kreeg hij een baan als secretaire en muziekleraar bij de Venetiaanse Vorst Ruspoli. Die steunde hem en hij kon concerteren in Venetië, Bologna en in Rome geven. Toen werd hij ook erelid van het filharmonisch gezelschap in Bologna. Hij werd financieel onafhankelijker en vertrok naar Napels, waar hij twee jaar contrapunt bij Nicola Sala (1713-1801) en compositie bij Giovanni Paisiello studeerde.
Van Napels reisde hij naar Parijs, maar al spoedig (in 1789) vluchtte hij voor de revolutie naar Londen. In Londen bleef hij 3 jaar en kwam aldaar in 1791/1792 opnieuw met Joseph Haydn samen, die zijn stijl en de harmoniek van de aldaar gecomponeerde kamermuziek en symfonieën beïnvloedde.
Na een kort bezoek aan Bohemen vertrok hij in 1793 opnieuw naar Wenen, waar hij van 1804 tot 1831 kapelmeester aan het hoftheater was. In deze functie was hij er ook verantwoordelijk voor, dat elk jaar een nieuwe opera en/of een ballet gecomponeerd werd. Als componist schreef hij kerkmuziek, opera's, meer dan 60 symfonieën, strijkkwartetten en andere kamermuziek. Met een van zijn concerten voor piano en orkest debuteerde de achtjarige Frédéric Chopin.
Hij overleed op 87-jarige leeftijd in Wenen en werd op de Zentralfriedhof in de buurt van het graf van Ludwig van Beethoven en Franz Schubert begraven.

## Composities

### Werken voor orkest
- 1792 Symfonie in Es groot, voor orkest, Op. 6, nr. 2
  1. Adagio - Allegro maestoso
  2. Adagio
  3. Menuetto
  4. Rondo
- Symfonie in F groot, Op. 6, nr. 3
- Symfonie in D groot, Op. 12, nr. 1

### Missen en kerkmuziek
- rond 19 missen

### Muziektheater

#### Opera's
| Voltooid in | titel | aktes       | première                                     | libretto                                      |
| ----------- | --- | ----------- | -------------------------------------------- | --------------------------------------------- |
| 1791        | Semiramis (verloren gegaan) |             |                                              |                                               |
| 1804        | Selico (Selico und Berissa) | 2 bedrijven | 15 oktober 1804, Wenen, Kärntnertortheater   | Johann Nepomuk Hummel                         |
| 1804        | Tre sposi per uno/Drey Freyer für einen (samen met: Pietro Carlo Guglielmi) | 2 bedrijven | 29 januari 1805, Wenen, Kärntnertortheater   | onbekende librettist                          |
| 1805-1806   | Mirina, die Königin der Amazonen | 3 bedrijven | 27 mei 1806, Wenen, Theater an der Wien      | Franz-Ignaz von Holbein                       |
| 1806        | Agnes Sorel | 3 bedrijven | 4 december 1806, Wenen, Kärntnertortheater   | Josef Sonnleithner                            |
| 1806-1807   | Ida, die Büßende (oder Das Totengerippe in der Schauergruft) | 4 bedrijven | 26 februari 1807, Wenen, Theater an der Wien | Franz-Ignaz von Holbein                       |
| 1807        | Die Junggesellen-Wirthschaft | 1 akte      | 18 juni 1807, Wenen, Kärntnertortheater      | Georg Friedrich Treitschke                    |
| 1807        | Emerike (Emerika) oder Die Zurechtweisung | 2 aktes     | 11 december 1807, Wenen, Kärntnertortheater  | Josef Sonnleithner                            |
| 1809        | Der Sammtrock | 1 akte      | 24 november 1809, Wenen, Kärntnertortheater  | naar August von Kotzebue                      |
| 1809-1810   | Der betrogene Betrüger | 1 akte      | 17 februari 1810, Wenen, Kärntnertortheater  | naar François Bernard-Valville                |
| 1811        | Der Augenarzt | 2 aktes     | 1 oktober 1811, Wenen, Kärntnertortheater    | Johann Emanuel Weith, naar een Frans libretto |
| 1812        | Federica ed Adolfo | 2 aktes     | 6 april 1812                                 | Giuseppe Rossi                                |
| 1812        | Das Winterquartier in Amerika | 1 akte      | 30 oktober 1812, Wenen, Kärntnertortheater   | onbekende librettist                          |
| 1813        | Fünf sind zwei oder Domestikenstreiche (samen met: Nicolas-Marie Dalayrac, Ignaz Moscheles, Ignaz Umlauff, Joseph Drechsler, Ignaz Franz von Mosel, Ignaz von Seyfried, Joseph Weigl, François-Adrien Boïeldieu en Moritz Johann Carl Joseph Georg Graf von Dietrichstein | 1 akte      | 20 maart 1813, Wenen, Kärntnertortheater     | Ignaz Franz Castelli                          |
| 1813        | Die Prüfung (ook bekend als: Robert oder die Prüfung; Pächter; Der Pächter Valentiae) | 2 aktes     | 15 juli 1813, Wenen, Kärntnertortheater      | Franz Xaver Huber                             |
| 1814        | Die gute Nachricht (samen met: Ludwig van Beethoven en Johann Nepomuk Hummel) | 1 akte      | 11 april 1814, Wenen, Kärntnertortheater     | Georg Friedrich Treitschke                    |
| 1815        | Die Ehrenpforten (samen met: Carl Maria von Weber, Joseph Weigl, Ignaz von Seyfried, Georg Friedrich Händel en Ludwig van Beethoven) | 1 akte      | 15 juli 1815, Wenen, Kärntnertortheater      | Georg Friedrich Treitschke                    |
| 1815-1816   | Helene | 3 bedrijven | 15 februari 1816, Wenen, Kärntnertortheater  | Georg von Hofmann                             |
| 1816        | Die beiden Eremiten | 1 akte      | 1816, Wenen, Kärntnertortheater              | onbekende librettist                          |
| 1816        | Der Gemahl von ungefähr | 1 akte      | 26 september 1816, Wenen, Kärntnertortheater | naar François Planard                         |
| 1818        | Il finto Stanislao |             | 5 augustus 1818, Milaan, Teatro alla Scala   | Felice Romani                                 |
| 1818        | Aladin oder Das Notwendige (und das Überflüssige) | 1 akte      | 7 februari 1819, Wenen, Kärntnertortheater   | Ignaz Franz Castelli                          |
| 1822        | Das Ständchen | 1 akte      | 7 februari 1823, Wenen, Kärntnertortheater   | Georg von Hofmann                             |
| 1826        | Des Kaisers Genesung |             | 1 mei 1826, Wenen, Kärntnertortheater        | Johann Christian Mikan                        |
| 1827        | Der blinde Harfner | 1 akte      | 19 december 1827, Wenen, Kärntnertortheater  | Johann Blum naar Michel Dieulafoy             |
| 1831        | Felix und Adele | 3 bedrijven | 10 augustus 1831, Wenen, Kärntnertortheater  | Johanna Franul von Weissenthurn               |
| 1833        | Hans Sachs im vorgerückten Alter | 2 aktes     | gepland 1833 te Dresden - niet uitgevoerd    | onbekende librettist                          |

#### Operette
| Voltooid in | titel                             | aktes  | première                                    | libretto                    |
| ----------- | --------------------------------- | ------ | ------------------------------------------- | --------------------------- |
| 1808        | Die Pagen des Herzogs von Vendôme | 1 akte | 5 augustus 1808, Wenen, Kärntnertortheater  | Josef Sonnleithner          |
| 1810        | Das zugemauerte Fenster           | 1 akte | 18 december 1810, Wenen, Kärntnertortheater | naar August von Kotzebue    |
| 1827-1828   | Der Geburtstag                    | 1 akte | 11 februari 1828, Wenen, Kärntnertortheater | onbekende librettist        |
| 1828        | Der dreizehnte Mantel             | 1 akte | 12 januari 1829, Wenen, Kärntnertortheater  | naar Augustin Eugène Scribe |

#### Balletten
| Voltooid in | titel              | aktes | première | libretto | choreografie |
| ----------- | ------------------ | ----- | -------- | -------- | ------------ |
| 1811        | Gustav Wasa        |       |          |          |              |
| 1818        | Il finto Stanislao |       |          |          |              |
| 1830        | Childerich         |       |          |          |              |
| 1832        | Die Brigittenau    |       |          |          |              |

### Vocale muziek
- Preßfreiheit, voor zangstem en piano

### Kamermuziek
- 1789 6 Strijkkwartetten, op. 2
- 1790 3 Trios, voor viool, cello en klavecimbel (of piano), op. 10
- 1790 Grand Trio, voor klarinet (of viool), cello en piano, op. 43
- 1790 6 Strijkkwartetten, op. 17
- 1792 3 Sonatas, voor dwarsfluit, contrabas en klavecimbel, op. 17a
- 1795 3 Kwartetten, voor dwarsfluit en strijktrio, op. 11
- 1795 3 Sonatas, voor viool (of dwarsfluit), cello en klavecimbel (of piano), op. 12
- 1800 3 Sonatas, voor viool, cello en piano, op. 15
- 1800 3 Sonatas, voor viool, cello en piano, op. 18
- 1800 Notturno nr. 4, voor viool, cello en piano
- 1800 Notturno nr. 5, voor viool, cello en piano, op. 31
- 1800 Notturno nr. 7, voor viool, cello en piano
- 1800 Kwintet, voor dwarsfluit en strijkkwartet, op. 39
- 1800 Notturno nr. 9, voor viool, cello en piano
- 1800 3 Sonatas, voor viool, cello en piano, op. 41
- 1800 Notturno nr. 10, voor viool, cello en piano
- 1800 2 Sonatas, voor viool (of dwarsfluit), cello en piano, op. 45
- 1800 Divertissement, voor viool (of dwarsfluit), cello en piano, op. 50
- 1800 3 Sonatas, voor viool (of dwarsfluit), cello en piano, op. 55
- 1800 Divertissement, voor viool (of dwarsfluit), cello en piano, op. 57
- 1801 3 Sonatas, voor viool (of dwarsfluit), cello en piano, op. 51
- 3 Strijkkwartetten, op. 25a
- 3 Strijkkwartetten, op. 30
- 3 Strijkkwartetten, op. 44
  1. in G groot
  2. in Bes groot
  3. in As groot
- 3 Strijkkwartetten, op. 47
- 3 Strijkkwintetten; inclusief 
  - Kwintet in C groot (voor 2 violen, 2 altviolen en cello), op. 45
- 3 Strijkkwartetten, op. 56
- Derde Nachtmuziek, voor dwarsfluit, viool, altviool en cello, op. 26
- Kwartet in g klein, voor dwarsfluit, viool, altviool en cello, op. 19 nr. 2
- Sonata in F groot
- Notturno in Es groot

## Vernoeming
In 1894 werd in de Weense wijk Penzing (14e district) de Gyrowetzgasse naar hem genoemd.